# 横浜ベイシェラトン ホテル&タワーズ
横浜ベイシェラトン ホテル&タワーズ（よこはまベイシェラトン ホテルアンドタワーズ、英: Yokohama Bay Sheraton Hotel & Towers）は、神奈川県横浜市西区にある高級ホテルである。マリオット・インターナショナルのグループホテルである。運営は相鉄グループの相鉄ホテル株式会社。

## 特徴
1998年（平成10年）9月24日、横浜駅西口の目の前に28階建て高層ホテルとしてオープン。標準タイプで41平方メートルの広さを誇る。スイートルームを含む398室。24階から27階はクラブラウンジ「シェラトンクラブ」の利用ができるクラブフロアとなっている。7つのレストラン、ラウンジバー、プール、フィットネスクラブ&リラクゼーションサロンがある。
地下5・6階は相鉄グループの横浜熱供給が地域熱供給施設として使用されている。
かつての相模鉄道の本社跡地（相鉄ビル）・相鉄ムービル（初代、相鉄映画館ビル）に建設されており、現在も相鉄ホールディングスの登記上の本店所在地となっているほか、建物の正式名称も「相鉄ビル」である。

## 設備
- スカイラウンジ「ベイ・ビュー」（クラブフロア宿泊者とプラチナエリート以上のマリオット会員はクラブラウンジを利用できる）
- さがみ
- 木の花
- 彩龍
- ベイウェスト
- コンパス
- シーウインド

など

## アクセス
- 鉄道
  - 横浜駅西口徒歩2分。地下街「相鉄ジョイナス」より直結している。
- 空路
  - 羽田空港からYCATまでリムジンバス（横浜 - 羽田空港線）が運行されている。YCATからホテルまでは横浜駅構内を通って徒歩10分程度。

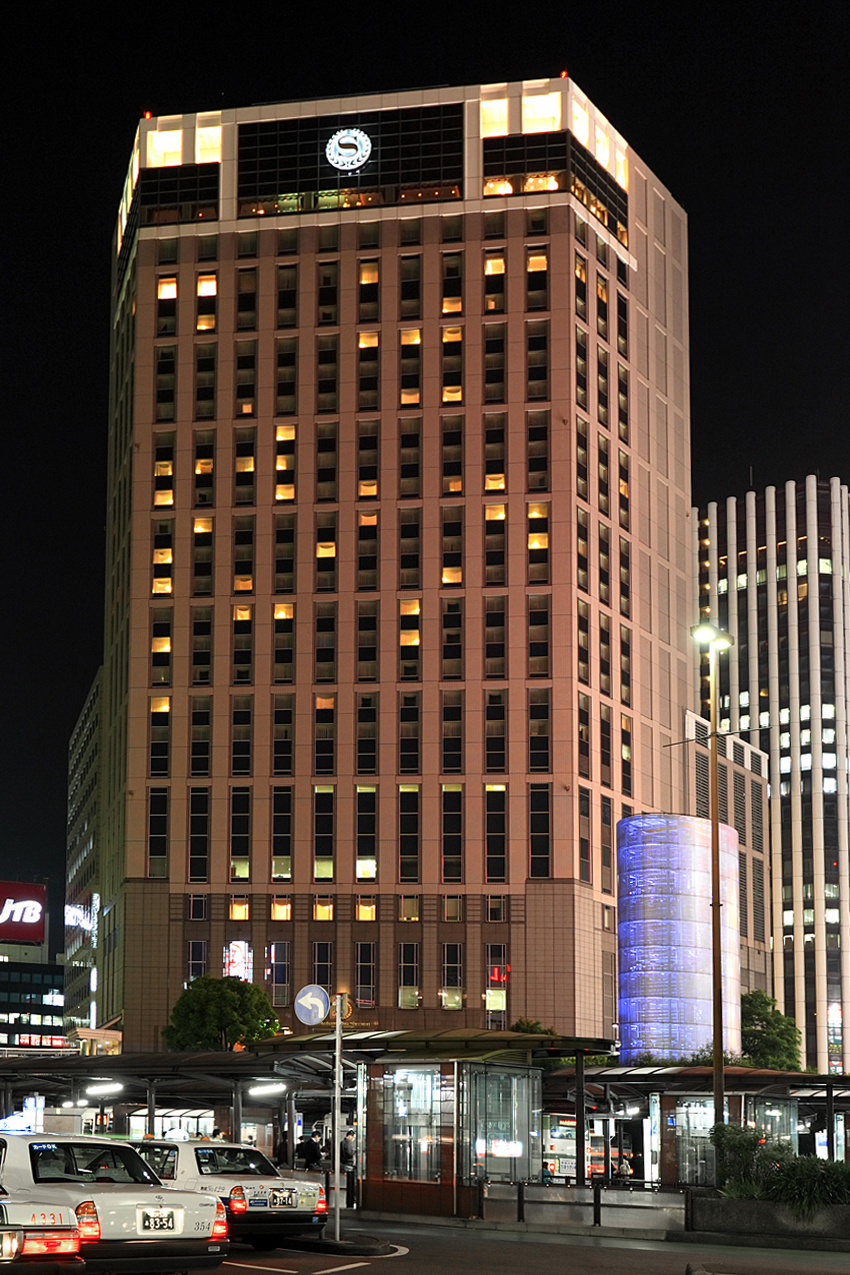
夜の外観（2008年5月26日撮影）

## 食品偽装
少なくとも2009年以降、宴会場や外販のおせち料理などで、表示のメニューと異なる食材を使っていた事を2013年に発表した。それによれば、市販のスモークサーモン、ウイスキーを「オリジナル」「自家製」としていたり、ブラックタイガーを「車海老」としていたりした。ホテル側は「景品表示法の理解及び知識が不足」していた事などが原因であると釈明した。